# شوكة حرقفية خلفية علوية
الشوكة الحرقفية الخلفية العلوية هي أحد الشوكتين الموجودتين على الحد الخلفي لجناح رأس الورك، وتمثل نقطة اتصال للجزء المائل للرباط العجزي الحرقفي الخلفي والعضلة الشوكية المعترضة.